# Mode à la grecque

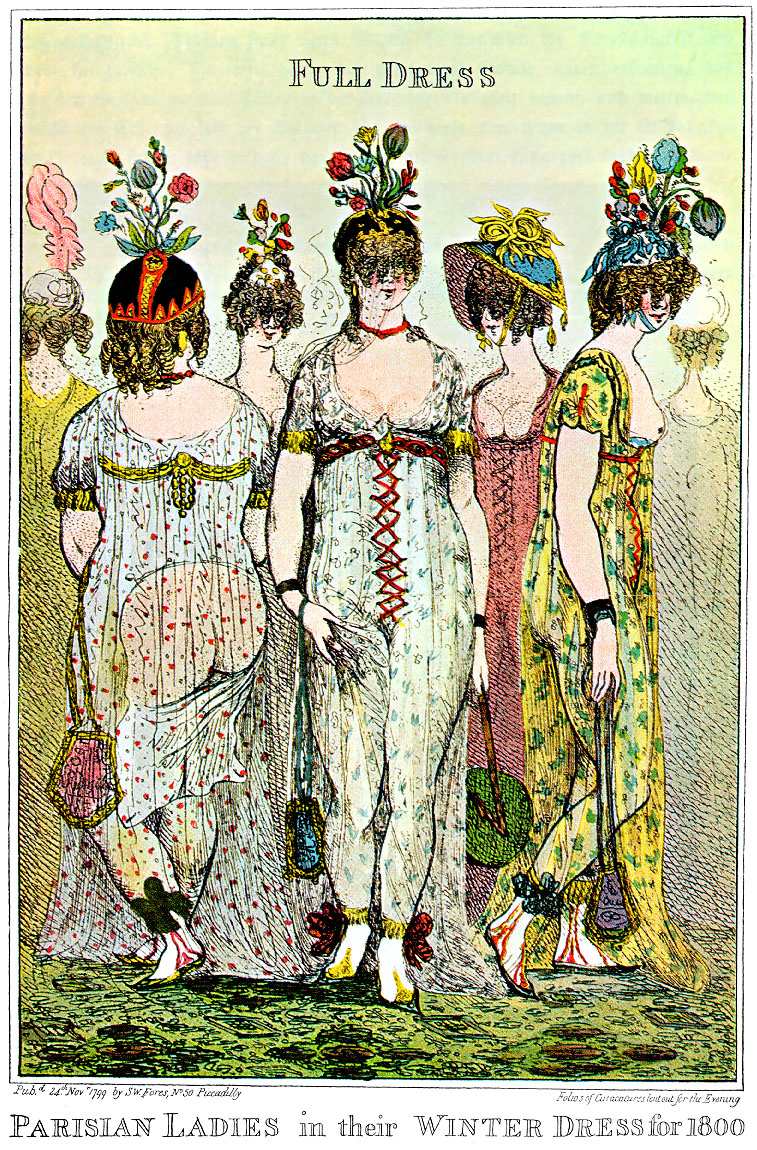
„Pariser Wintermode für 1800“ (Karikatur von Isaac Cruikshank)

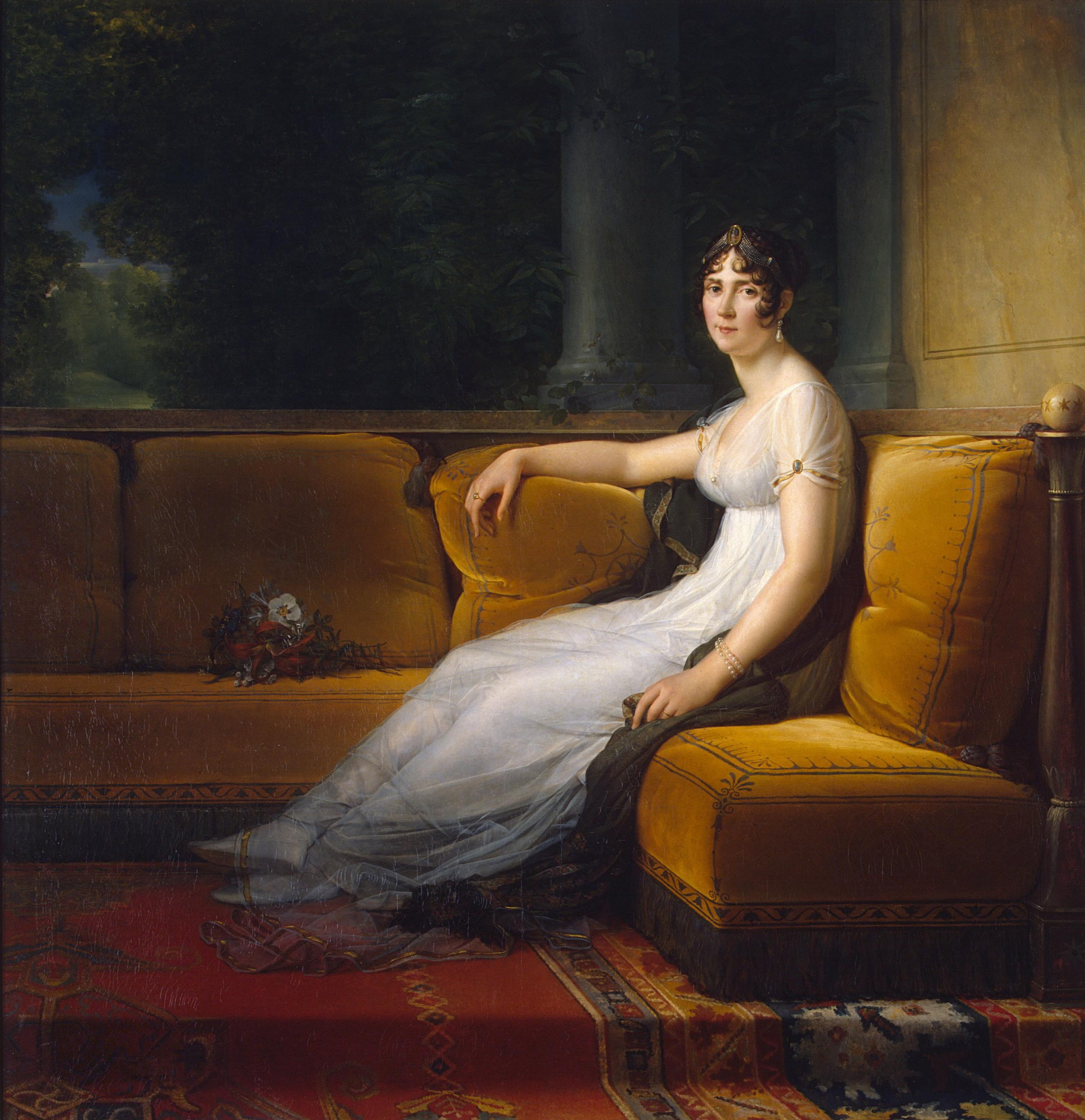
Kaiserin Joséphine (Gemälde von Gérard, 1801)

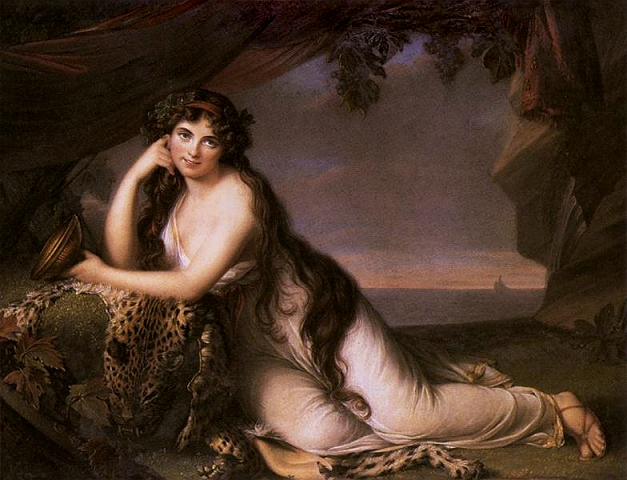
Emma Hamilton als Ariadne (Gemälde von Elisabeth Vigée-Lebrun, 1790)

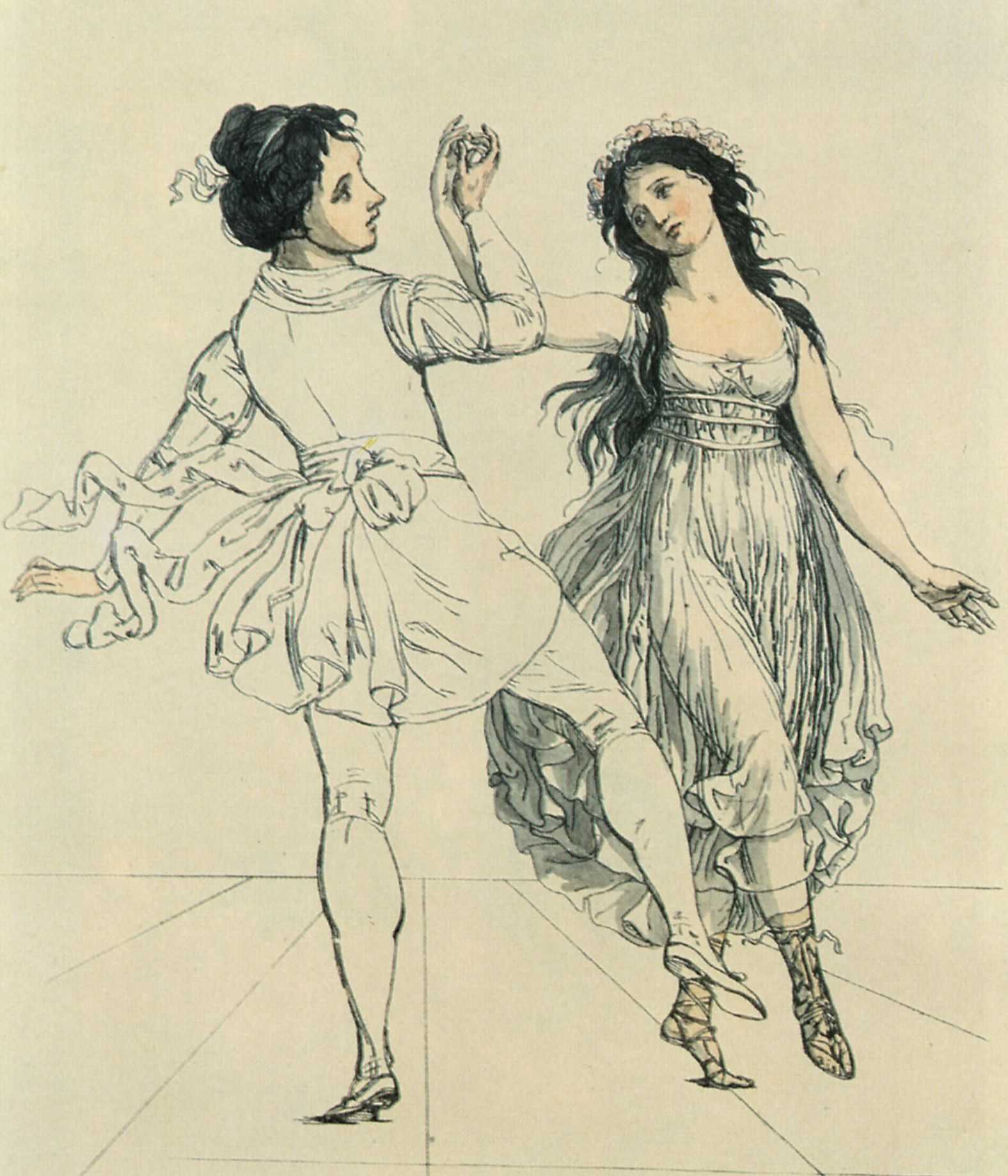
Das Tänzerpaar Viganò (Zeichnung von Johann Gottfried Schadow, um 1797)

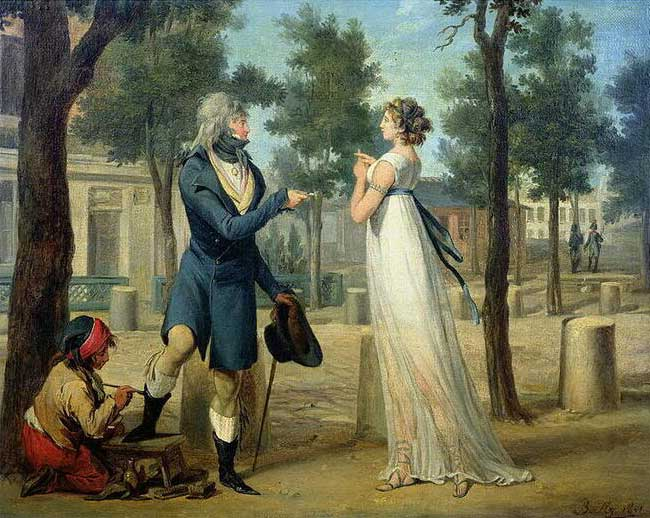
Louis-Léopold Boilly: Karikatur auf die Mode à la grecque (ca. 1797)

Als Mode à la grecque („griechische Mode“; auch Robe à la romaine, abwertend nackte Mode oder Nuditätenmode) bezeichnet man in der Mode des Directoire und Empire (also etwa in der Zeit von 1794 bis 1811) eine sich an antike Vorbilder stark anlehnende Frauenmode. Ihr ging in den angewandten Künsten und in der frühklassizistischen Architektur um 1760 der Goût grec voraus. 
Kennzeichnend sind Chemisen, Hemdkleider aus fast durchsichtigem Musselin mit einer sehr hoch angesetzten Taille, einem freizügigen Dekolleté und kurzen Ärmeln. Da Musselin bzw. die seltener verwendete Seide sehr teure Stoffe waren, war die Mode auf wohlhabendere Kreise beschränkt.
Man sprach zwar von nackter Mode, tatsächlich trug man jedoch Unterkleider bzw. fleischfarbene Trikots.
Erste Berichte über Kleider à la grecque gibt es aus Venedig und Paris 1788. 
Als Hintergrund für die Entstehung der Mode werden genannt:
- das zu der Zeit (auch durch die Funde in Pompeji) stark gestiegene Interesse an der Antike
- die „Attitüden“ der Emma Hamilton, Darstellungen antiker Gestalten als lebendes Bild in entsprechenden Gewändern
- Anregungen des Malers Jacques-Louis David

Einen weiteren möglichen Ursprung der griechischen Mode bilden die Auftritte der Tänzerin Maria Viganò in Wien 1793. Diese Auftritte, bei der die Tänzerin über einem fleischfarbenen Trikot nur Röckchen aus dünnem Musselin trug und so quasi als nackt erschien, erregte ungeheures Aufsehen und übten erheblichen Einfluss auf die Mode aus. Die zeitgenössische Caroline Pichler schreibt explizit:

„Auch auf die Mode in der Frauenkleidung geschah jetzt eine auffallende Einwirkung. – Unsere steifen, faltenreichen Anzüge machten leichteren Formen Platz, die langen Taillen mit den Schnabelspitzen vorn und hinten verschwanden samt den Bouffants und Siebröcken, welche schon nach und nach eine Annäherung vorbereitet hatten. Der Gürtel des Kleides wurde nicht mehr an den Hüften, sondern unter der Brust gebunden; der Puder wurde allmählich abgeschafft, die Hackenschuhe abgelegt, die ganze Kleidung näherte sich mehr der Natur und eigentlich dem griechischen Geschmacke, in welchem Sinne man in den folgenden Jahren immer weiter und weiter schritt, bis zu Knappheiten in der Kleidung, die kaum eine Falte übrig ließen, so daß die genaueste Bezeichnung der darunter befindlichen Körperform der eigentliche Zweck und Ruhm dieser Mode zu sein schien. Dazu gehörten denn die wirklich oder scheinbar unter Trikots entblößten Arme, entblößte Schultern, geschnürte Schuhe, die den Kothurn nachahmten, reiche Armbänder, nicht bloß am Vorderarm wie sonst, sondern über dem Ellenbogen; abgeschnittenes und in kurze Locken gelegtes oder, wenn es lang blieb, in einen Knoten am Hinterkopf geschlungenes Haar – kurz ein, soviel es möglich war, griechisierendes Kostüm.“